# Placentia (Califórnia)
Placentia é uma cidade localizada no estado americano da Califórnia, no condado de Orange. Foi incorporada em 2 de dezembro de 1926.

## Geografia
De acordo com o United States Census Bureau, a cidade tem uma área de 17 km², onde todos os 17 km² estão cobertos por terra.

### Localidades na vizinhança
O diagrama seguinte representa as localidades num raio de 16 km ao redor de Placentia.

## Demografia
Segundo o censo nacional de 2010, a sua população é de 50 533 habitantes e sua densidade populacional é de 2 969,70 hab/km². Possui 16 872 residências, que resulta em uma densidade de 991,52 residências/km².